# Petrargyrops punctiger
Petrargyrops punctiger là một loài ruồi trong họ Tachinidae.